# Der Film (Album)
Der Film ist das zweite Studioalbum der Berliner Pop-Rock-Band Jennifer Rostock. Es wurde am 10. Juli 2009 beim Label Warner Music veröffentlicht.
Das Album wurde in den Planet Roc Studios in Berlin aufgenommen und von Werner Krumme und Christian Baber produziert. Der Film konnte sich auf Platz 13 der deutschen Albumcharts platzieren, Platz 18 in Österreich und Platz 63 in der Schweiz.
Die Band war mit dem Album vom Herbst 2009 bis Frühjahr 2010 auf der Filmriss-Tour.
Die Deluxe-Edition des Albums enthält Buttons, ein Poster, eine Tasche und eine Preview zur Banddokumentation Es gibt nichts zu sehen, bitte sehen Sie her! von Hannes Rossacher.

## Entstehung
Die Aufnahmen fanden direkt im Anschluss der ersten Tour statt. Die neuen Songs wurden schon während der Tour beim Soundcheck geprobt. Danach fanden die Aufnahmen häppchenweise statt, wobei die Band im Studio noch Platz für neue Ideen hatte, da das neue Material noch nicht komplett ausgearbeitet war.
Im Interview erklärten Jennifer Weist und Johannes Walter das Konzept rund um den Albumtitel:

"Das erste, was wir bei der Platte wussten, war der Titel Jennifer Rostock – Der Film.
Es ist ein roter Faden, der sich durch alles durchzieht. Es ist kein Konzeptalbum an sich, da die Songs geschrieben wurden, wie wir es immer machen: Was wir erleben aus dem Alltag, unsere Gefühle und Erlebnisse haben wir zu Papier gebracht. Aber alles drum herum ist konzeptionell zusammengefasst. Es gab Trailer, das Video zur Single sieht hollywood-like aus, das Cover wie ein Filmplakat, es gibt einen Vorspann und Abspann auf der CD".
Das Albumcover wurde von Alex Brunner designt. Es zeigt die Bandmitglieder in den Kostümen des Videos zu Du willst mir an die Wäsche. Im Vordergrund ist Jennifer Weist, im Hintergrund die Bandmitglieder. Des Weiteren sind auf dem Albumcover die Straßen und Hochhäuser einer Stadt, mehrere Helikopter und ein Zeppelin zu sehen.
Die Schrift auf dem Cover erinnert an ein Filmlogo; am unteren Rand sind die Credits in der typischen Schrift von Filmplakaten und DVDs aufgeführt.

## Texte
Johannes Walter erklärte:
„Viel Beziehungsquatsch, Liebe, aber auch Sex und Zärtlichkeiten. Aber auch Sachen wie ‚Das Treiben der Menschen in der Großstadt‘, so Themen, die die Leute kennen. Wir verpacken sie halt ein bisschen kryptisch und lassen den Zuhörern Interpretationsfreiraum.“

## Titelliste
Alle Lieder wurden von Jennifer Weist und Johannes Walter geschrieben.
1. Vorspann – 2:01
2. Wieder geht’s von vorne los – 2:41
3. Leben auf Zeit – 3:10
4. Mach mich nicht verliebt – 3:05
5. Wo willst du hin? – 4:00
6. Du willst mir an die Wäsche – 3:30
7. Schmutzig! Schmutzig! – 2:15
8. Jung & schön – 2:46
9. Nenn mich nicht Jenny – 3:55
10. Der Gärtner – 3:18
11. Paris – 3:09
12. Oh Cowboy – 2:06
13. Heul doch – 4:28
14. Irgendwo anders – 3:42
15. Abspann – 1:56

## Kritik
Die Rezension des Albums war recht positiv. Matthias Reichel von CDStarts.de lobte das Werk:

„Auch unter Berücksichtigung von drei, vier schwächeren Titeln ist Jennifer Rostock ein würdiger Nachfolger ihres stürmischen Debüts geglückt. Es scheint zwar so, als hätte die Band ihren Sound etwas mehr in Richtung Kommerz und Hitparade gebügelt – ihre Authentizität hat sie dafür aber nicht aufs Spiel gesetzt.“

„Jennifer Rostock ruhen sich nicht auf ihrem Erfolgsrezept aus, das ihnen bei ihrem Debüt so viele Lorbeeren einbrachte. Den Berliner Pop-Punk haben sie zwar nicht zu Grabe getragen, doch bekommt er Gesellschaft von teils opulenter Instrumentierung, Stilvarianz, Synthie-Klängen und einer guten Portion 80-er… Keine Frage: Dieser Film dürfte ein ziemlicher Kassenschlager werden.“

## Singles
| Jahr | Titel                       | Höchstplatzierung, Gesamtwochen, AuszeichnungChartplatzierungen (Jahr, Titel, , Platzierungen, Wochen, Auszeichnungen, Anmerkungen) | Höchstplatzierung, Gesamtwochen, AuszeichnungChartplatzierungen (Jahr, Titel, , Platzierungen, Wochen, Auszeichnungen, Anmerkungen) | Anmerkungen                         |
| Jahr | Titel                       | DE | AT | Anmerkungen                         |
| ---- | --------------------------- | --- | --- | ----------------------------------- |
| 2009 | Du willst mir an die Wäsche | DE34 (7 Wo.)DE | AT44 (3 Wo.)AT | Erstveröffentlichung: 26. Juni 2009 |
| 2010 | Irgendwo anders             | — | — | Erstveröffentlichung: 11. Juni 2010 |

### Du willst mir an die Wäsche
Die Leadsingle des Albums, Du willst mir an die Wäsche, wurde am 26. Juni 2009 veröffentlicht. Die Single erreichte Platz 34 der deutschen Singlecharts.

### Irgendwo anders
Die zweite Single, Irgendwo anders, wurde am 11. Juni 2010 veröffentlicht. Das Musikvideo zum Song hatte am 10. März 2010 auf dem MySpace-Profil der Band Premiere. Es stellt eine Art Fortsetzung des Videos zu Du willst mir an die Wäsche dar. Die Bandmitglieder sind wieder in ihren Kostümen zu sehen, wie sie durch eine Stadt irren. Zusätzlich sieht man Jennifer Weist, die sich im Video mit ihrem Freund streitet.
Der Text des Songs behandelt eine zerbrechende Beziehung.